# An Baul
An Baul (hangul: 안바울; 1994. március 25.–) dél-koreai cselgáncsozó. 2016-ban a világranglista első helyén állt.

## Pályafutása
2015-ben harmatsúlyú világbajnok lett, előtte junior világbajnok volt.
A 2016-os nyári olimpiai játékokon harmatsúlyban ezüstérmet szerzett.

### Olimpiai szereplése
| Versenyző | Versenyszám | Selejtező         | 32-es főtábla                          | Nyolcaddöntő                           | Negyeddöntő                          | Elődöntő                              | Vigaszág elődöntő | Bronz- mérkőzés   | Döntő                              | Helyezés |
| Versenyző | Versenyszám | Ellenfél Eredmény | Ellenfél Eredmény                      | Ellenfél Eredmény                      | Ellenfél Eredmény                    | Ellenfél Eredmény                     | Ellenfél Eredmény | Ellenfél Eredmény | Ellenfél Eredmény                  | Helyezés |
| --------- | ----------- | ----------------- | -------------------------------------- | -------------------------------------- | ------------------------------------ | ------------------------------------- | ----------------- | ----------------- | ---------------------------------- | -------- |
| An Baul   | Harmatsúly  | erőnyerő          | Zhansay Smagulov (KAZ) · 110(0)-000(2) | Kilian Le Blouch (FRA) · 110(1)-000(2) | Rishod Sobirov (UZB) · 010(1)-000(2) | Ebinuma Maszasi (JPN) · 001(1)-000(1) |                   |                   | Fabio Basile (ITA) · 001(1)–100(1) |          |